# Transportes Aéreos da Índia Portuguesa
Os TAIP - Transportes Aéreos da Índia Portuguesa foi uma linha aérea que operou a partir do Estado Português da Índia entre 1955 e 1961.

## História
Os Transportes Aéreos da Índia Portuguesa foram criados em 1955 como uma empresa pública ligada ao Governo-Geral do Estado Português da Índia (EPI), sob o nome inicial de STAIP - Serviços de Transportes Aéreos da Índia Portuguesa, designação logo simplificada para TAIP.
O objetivo principal da criação dos TAIP era para eliminar o bloqueio que a União Indiana estava a fazer às comunicações com EPI com vista à anexação dos seus territórios constituintes. A criação dos TAIP foi acompanhada pelo desenvolvimento das estruturas aeroportuárias de Goa, Damão e Diu de modo que permitirem a operação de aeronaves de grande dimensão, permitindo assim as ligações aéreas com estes territórios sem necessidade de qualquer uso de infraestruturas da União Indiana . 
- O TAIP - melhor resposta a necessidade de transporte de pessoas e de mercadorias

Após a recusa do Governo português da entrega de Goa, Diu e Damão à União Indiana, esta, para provocar a revolta dos cidadãos adotou a política de bloqueio aos serviços e infraestruturas vitais à economia dessas regiões, atingindo inclusive aos bens individuais dos cidadãos. Na prática, foi cortado o comércio externo, ligações aéreas, ferroviárias com exterior, ligações telefónicas contas bancárias, foi proibida a movimentação de pessoas e bens entre Goa, Diu ou Damão e o resto dos territórios controlados pela união indiana.  
A necessidade urgente de encontrar alternativas para movimento de pessoas, bens e capitais de modo a assegurar atividades económicas, levou o Governo a dinamizar o sector de transporte aéreo capaz de garantir mobilidade para outras paragens (eventualmente mais distantes). Surge então a companhia de aviação, que a par do seu objetivo tinha de reunir equipamentos e infraestruturas aeroportuárias compatíveis com voos de médio e longo alcances.
A decisão da construção de infraestruturas aeroportuárias surge em consequência de estudos preliminares que apontaram esta viabilidade como sendo a melhor (segundo os critérios de otimização). Foram inauguradas as pistas dos três aeroportos em maio de 1955 e posteriormente as instalações de apoio (hangares, oficinas, terminais, aerogare, etc).
Consequentemente, criou-se uma companhia de transportes aéreos (STAIP), que passado algum tempo viu a sua designação abreviada para Transportes Aéreos da Índia Portuguesa, sendo mais conhecida por TAIP.
O primeiro avião adquirido pelos TAIP chegou a Goa pilotado pelo Major Piloto-aviador Solano de Almeida no dia 10 de agosto de 1955. Era um pequeno quadrimotor de marca De Haviland Heron fabricado na Inglaterra e tinha capacidade para transportar 14 passageiros e alguma mercadoria.
A primeira carreira dos TAIP ligava Goa com Damão, Diu e Karachi. A partir de 1960 foi estabelecida uma ligação regular entre Goa e Moçambique, servindo a Beira e Lourenço Marques. Foram também estabelecidas ligações ocasionais para o Japão, Arábia Saudita e Timor Português. No início da Guerra do Ultramar em Angola, em 1961 os TAIP deram apoio ao transporte de tropas e material entre Lisboa e Luanda. Existiam planos de expandir as rotas dos TAIP para a África Oriental, Médio Oriente, Timor Oriental e até Lisboa, que nunca puderam vir a ser concretizados.
- O rápido crescimento dos TAIP

Os TAIP começaram a operar com um avião De Havilland Heron, mas com o rápido aumento da frequência de voos e do número de passageiros transportados, depressa expandiram a sua frota para aviões de maiores dimensões. Em 1961 os TAIP dispunham de uma frota de sete modernos aviões (dois Vickers Viking, dois DC-4 e três DC-6).
Nos dois últimos anos de sua operação, os TAIPs registaram  aumentos de caudal (anual) de passageiros na ordem de 32% e 66%, no valor total de 7258 passageiros em 1959 e de 5849 passageiros até 10 de agosto de 1960, respetivamente. 
- O trágico desaparecimento dos TAIP

Pouco antes da invasão indiana do Estado Português da Índia, os TAIP foram utilizados para a evacuação de civis de Goa para Karachi. No dia da invasão (18 de dezembro de 1961) encontrava-se no Aeroporto de Dabolim apenas um DC-4 dos TAIP que escapou, juntamente com um avião da TAP, ao bombardeamento que sofreu aquela instalação. Nessa noite a pista foi reparada permitindo aos dois aviões levantar voo para Karachi de onde seguiram para Lisboa. Acabou aí a operação dos TAIP .